# Gusow
Gusow ist ein Ortsteil der Gemeinde Gusow-Platkow des Amtes Seelow-Land im Landkreis Märkisch-Oderland in Brandenburg.

## Geographie
Der Ort liegt an der Alten Oder am Übergang der Seelower Höhen zum Oderbruch, zwei Kilometer südöstlich von Platkow und fünf Kilometer nordwestlich von Seelow. Die Nachbarorte sind Karlshof im Norden, Gusower Loose im Nordosten, Neulangsow im Osten, Werbiger Loose und Werbig im Südosten, Görlsdorf und Alt Rosenthal im Südwesten, Wulkow im Westen sowie Platkow im Nordwesten.

## Sehenswürdigkeiten
- Dorfkirche Gusow
- Schloss Gusow